# Vermelles Communal Cemetery
Vermelles Communal Cemetery is een begraafplaats gelegen in de Franse plaats Vermelles (Pas-de-Calais). De militaire graven worden onderhouden door de Commonwealth War Graves Commission.
De begraafplaats telt 9 geïdentificeerde Gemenebest graven, waarvan 7 uit de Eerste Wereldoorlog en 2 uit de Tweede Wereldoorlog.